# Poliziotti in cilindro - I rivali di Sherlock Holmes
Poliziotti in cilindro - I rivali di Sherlock Holmes (The Rivals of Sherlock Holmes) è una serie televisiva britannica in 26 episodi trasmessi per la prima volta nel corso di 2 stagioni dal 1971 al 1973.
È una serie televisiva di tipo antologico in cui ogni episodio rappresenta una storia a sé. Gli episodi sono storie di genere giallo e affrontano i casi di vari detective dell'epoca vittoriana inglese contemporanei a Sherlock Holmes. La serie prende la sua ispirazione - e il titolo - da una serie di antologie pubblicate da Hugh Greene, fratello maggiore dell'autore Graham Greene ed ex direttore generale della BBC. Hugh Greene viene accreditato come consulente creativo.

## Personaggi e interpreti
- Martin Hewitt, interpretato da Peter Barkworth.
- Horace Dorrington, interpretato da Peter Vaughan.
- Jonathan Pryde, interpretato da Ronald Hines.
- Farrish, interpretato da Kenneth Colley.
- Miss Parrot, interpretata da Petronella Barker.
- Fat man, interpretato da Paul Whitsun-Jones.
- Laura Stanley interpretata da Cyd Hayman.
- Henry Jacobs, interpretato da Derek Smith.
- Mr. Neal, interpretato da Charles Lloyd Pack.
- Ammiraglio Christador, interpretato da John Nettleton.
- Dottor Ewing, interpretato da Clifford Parrish.
- Briggs, interpretato da James Cairncross.

## Produzione
La serie fu prodotta da Pearson Television International e Thames Television Le musiche furono composte da Robert Sharples.

### Registi
Tra i registi sono accreditati:
- Jonathan Alwyn
- Alan Cooke
- Jim Goddard

### Sceneggiatori
Tra gli sceneggiatori sono accreditati:
- Philip Mackie
- Arthur Morrison
- Julian Bond
- Austin Freeman
- Jacques Futrelle
- Gerald Kelsey
- Alexander Baron
- Reginald Collin
- Paul Erickson
- Owen Holder
- Ian Kennedy Martin
- Michael Meyer

## Distribuzione
La serie fu trasmessa nel Regno Unito dal 20 settembre 1971 al 23 aprile 1973  sulla rete televisiva Independent Television. In Italia è stata trasmessa con il titolo Poliziotti in cilindro: i rivali di Sherlock Holmes.
Alcune delle uscite internazionali sono state:
- nel Regno Unito il 20 settembre 1971 (The Rivals of Sherlock Holmes)
- in Spagna (Los rivales de Sherlock Holmes)
- in Finlandia (Sherlock Holmesin kilpailijat)
- in Italia (Poliziotti in cilindro: i rivali di Sherlock Holmes)

## Episodi
| Stagione         | Episodi | Prima TV Regno Unito |
| ---------------- | ------- | -------------------- |
| Prima stagione   | 13      | 1971                 |
| Seconda stagione | 13      | 1973                 |